# Jet Lag: The Game
Jet Lag: The Game – amerykański internetowy program rozrywkowy, produkowany przez Wendover Productions, który łączy elementy gier planszowych i podróżniczych. Został stworzony w maju 2022 roku przez Sama Denby'ego, Adama Chase'a i Bena Doyle'a. Seria dostępna jest na platformach Nebula oraz YouTube i zyskała dużą popularność ze względu na innowacyjne podejście do łączenia podróży z elementami gry. Każdy sezon programu skupia się na unikalnym wyzwaniu, w którym uczestnicy rywalizują, realizując zadania oparte na geograficznych celach, w różnych częściach świata. Niektóre wyzwania zostały zainspirowane klasycznymi grami planszowymi i popularnymi zabawami podwórkowymi. Wyemitowano do tej pory 14 sezonów.
Aktualnie na YouTube program zdobył liczbę 908 tysięcy subskrybentów, a liczba wyświetleń wynosi ponad 108 miliony (stan na 23.07.2025).

## Historia

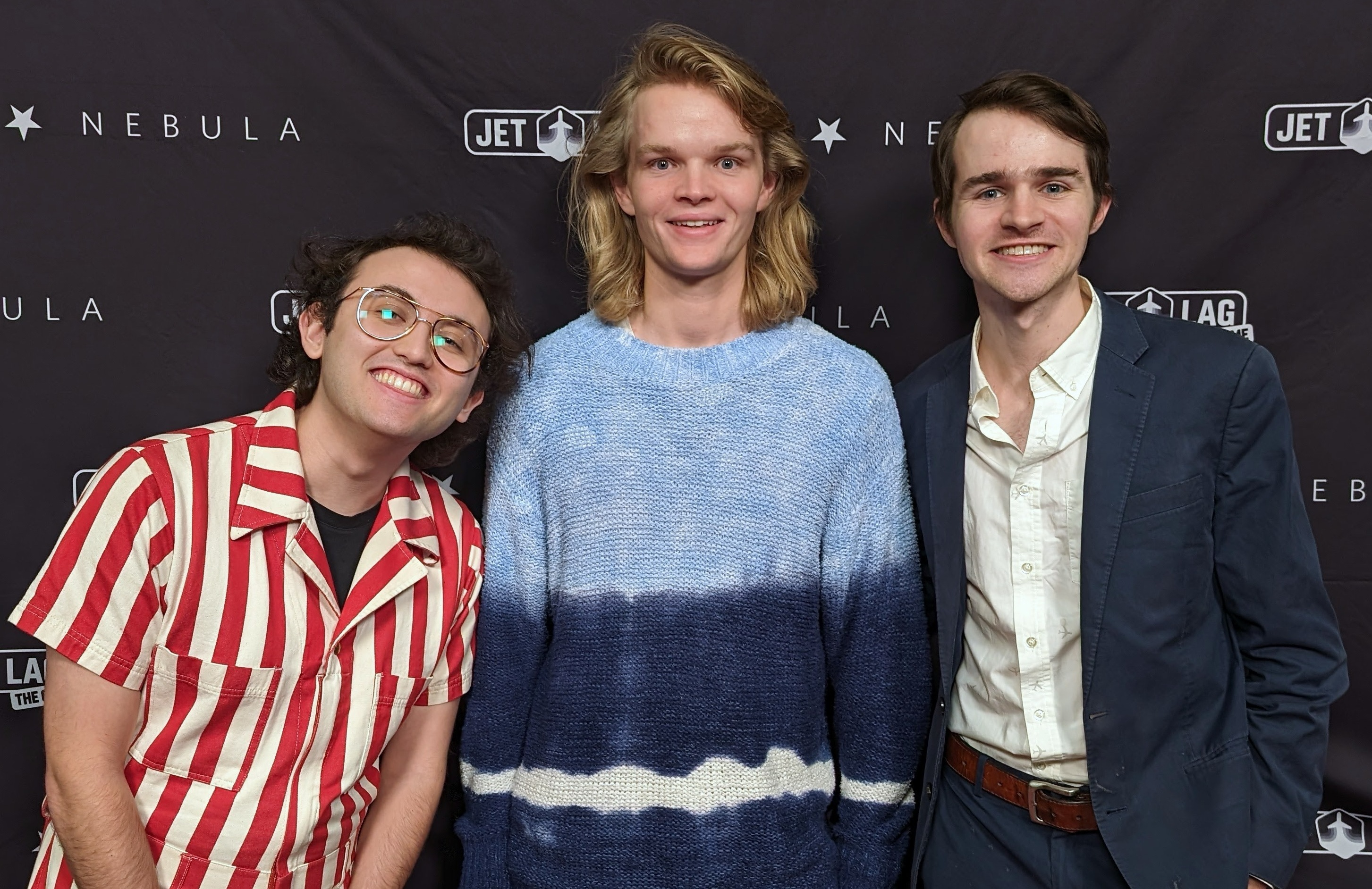
(od lewej) Ben Doyle, Sam Denby i Adam Chase, twórcy programu na zdjęciu z grudnia 2023 roku.

Jet Lag: The Game został stworzony przez Sama Denby'ego, założyciela Wendover Productions i dyrektora ds. treści platformy streamingowej Nebula. W tworzeniu programu uczestniczyli także scenarzyści Adam Chase i Ben Doyle, a cała trójka bierze udział w rywalizacji w każdym sezonie. Pierwszy sezon miał swoją premierę 25 maja 2022 roku.
Format programu został częściowo opracowany na bazie wcześniejszego projektu Wendover Productions, Half as Interesting's Crime Spree. W tym show Chase i Doyle podążali za Denbym, który podejmował próbę łamania mało znanych przepisów prawa stanowego na terenie Stanów Zjednoczonych. Denby wskazał również The Amazing Race oraz Taskmaster jako inspiracje dla niektórych mechanik gry zastosowanych w programie.
Program powstaje głównie z myślą o platformie streamingowej Nebula, gdzie subskrybenci wspierają jego stosunkowo wysoki budżet produkcyjny na każdy odcinek. Premiera odcinków odbywa się najpierw na Nebuli, natomiast po tygodniu trafiają one na YouTube.

## Rozgrywka
Każdy sezon ma strukturę gry dopasowaną do danego obszaru geograficznego i dostępnych tam środków transportu. W pierwszym sezonie drużyny rywalizowały, przemierzając stany USA, starając się zdobyć rząd lub kolumnę na zasadzie gry „Czwórki”. W kolejnych sezonach uczestnicy okrążali glob samolotami, rywalizowali w grze w berka po Europie Zachodniej, „zdobywali” stany USA w wyzwaniach, przejeżdżali wzdłuż Nowej Zelandii, rywalizowali w przechwytywaniu flagi w Japonii, ścigali się z północy na południe kontynentalnych Stanów Zjednoczonych, bawili się w chowanego w Szwajcarii i Japonii oraz uczestniczyli w podróżującej grze hazardowej w Australii.
Gracze muszą realizować wyzwania, aby zdobyć pieniądze (w zależności od sezonu prawdziwe pieniądze lub wirtualną walutę) które pozwalają na dalsze podróże lub, w późniejszych sezonach, zakup przydatnych ulepszeń. Niektóre wyzwania zawierały elementy humorystyczne, jak np. sytuacje, w których Doyle upija się w trakcie gry. Dodatkowo, uczestnicy mogą napotkać „klątwy” (ang. curses), które ograniczają ich możliwości podróżowania (np. zezwolenie na korzystanie z transportu, który odjeżdża tylko w nieparzystych godzinach) lub wprowadzające dodatkowe utrudnienia (np. konieczność słuchania w pętli utworu „The Elements” Toma Lehrera do osiągnięcia kolejnego miasta).
Począwszy od piątego sezonu, Adam i Ben wprowadzili stały segment „The Snack Zone” (dosł. Strefa przekąsek), w którym komicznie recenzują lokalne jedzenie. W odpowiedzi Sam, wspólnie z gościem specjalnym Scottym Allenem, w kolejnym sezonie stworzył konkurencyjny segment „Choo Choo Chew”.
Format drużyn różni się między sezonami. W edycjach takich jak Tag EUR It czy Hide + Seek dwóch z głównej trójki tworzy drużynę, a trzeci gracz działa samodzielnie, zmieniając się w zależności od realizacji danego celu. W innych sezonach w programie pojawia się gość specjalny – często twórca związany z Nebula. W takich przypadkach Ben i Adam grają wspólnie, a Sam współpracuje z zaproszoną osobą. Wśród gości programu znaleźli się m.in. Brian McManus, Joseph Pisenti, Toby Hendy, Scotty Allen i Michelle Khare.

## Odwiedzone kraje
Do 14. sezonu seria Jet Lag zdążyła odwiedzić 28 krajów na czterech kontynentach.

Mapa przedstawia kraje odwiedzone przez drużyny programu Jet Lag: The Game, oznaczone na kolorowo.

| Liczba sezonów | Kraj              | Sezony odwiedzin |
| -------------- | ----------------- | ---------------- |
| 5              | Stany Zjednoczone | 1, 2, 4, 8, 13.5 |
| 3              | Belgia            | 3, 7, 13         |
| 3              | Francja           | 3, 7, 13         |
| 3              | Holandia          | 2, 7, 13         |
| 3              | Niemcy            | 3, 7, 13         |
| 3              | Szwajcaria        | 9, 11, 13        |
| 3              | Włochy            | 2, 11, 13        |
| 2              | Australia         | 2, 10            |
| 2              | Japonia           | 6, 12            |
| 1              | Austria           | 13               |
| 1              | Czechy            | 13               |
| 1              | Dania             | 13               |
| 1              | Fidżi             | 2                |
| 1              | Finlandia         | 13               |
| 1              | Korea Południowa  | 14               |
| 1              | Liechtenstein     | 13               |
| 1              | Litwa             | 13               |
| 1              | Luksemburg        | 7                |
| 1              | Meksyk            | 2                |
| 1              | Norwegia          | 13               |
| 1              | Nowa Zelandia     | 5                |
| 1              | Singapur          | 2                |
| 1              | Słowacja          | 13               |
| 1              | Słowenia          | 11               |
| 1              | Szwecja           | 13               |
| 1              | Watykan           | 13               |
| 1              | Węgry             | 13               |
| 1              | Wielka Brytania   | 13               |

## Nagrody
| Rok  | Nagroda                 | Kategoria                                                          | Wynik      | Źródło(-a) |
| ---- | ----------------------- | ------------------------------------------------------------------ | ---------- | ---------- |
| 2023 | 13. gala Streamy Awards | Montaż                                                             | Nominowany | [ 7 ]      |
| 2025 | Webby Awards            | Głos Publiczności – Programy Reality bez scenariusza, Wideo i Film | Nagrodzony | [ 8 ]      |

## Sezony
Wyemitowano do tej pory 14 sezonów.
| Sezon | Tytuł                        | Liczba odcinków | Data wydania (Nebula) | Data wydania (Nebula) | Lokalizacja       | Gość specjalny                             | Zwycięzca(-y)              | Cel gry |
| Sezon | Tytuł                        | Liczba odcinków | Pierwszy odcinek      | Ostatni odcinek       | Lokalizacja       | Gość specjalny                             | Zwycięzca(-y)              | Cel gry |
| ----- | ---------------------------- | --------------- | --------------------- | --------------------- | ----------------- | ------------------------------------------ | -------------------------- | --- |
| 1     | Connect 4                    | 3               | 25.05.2022            | 01.06.2022            | Stany Zjednoczone | Brian McManus                              | Sam Denby i Brian McManus  | Gra w Czwórki poprzez „przejmowanie” zachodnich stanów USA                                                           |
| 2     | Circumnavigation             | 5               | 29.06.2022            | 28.07.2022            | Ziemia            | Joseph Pisenti                             | Adam Chase i Ben Doyle     | Wyścig dookoła świata                                                                                                |
| 3     | Tag EUR It                   | 7               | 07.09.2022            | 19.10.2022            | Europa Zachodnia  | —                                          | Adam Chase                 | Berek na terenie Europy Zachodniej                                                                                   |
| 4     | Battle 4 America             | 5               | 07.12.2022            | 04.01.2023            | Stany Zjednoczone | Brian McManus                              | Adam Chase i Ben Doyle     | „Zdobycie” największej liczby stanów USA przed upływem czasu                                                         |
| 5     | Race to the End of the World | 8               | 01.03.2023            | 19.04.2023            | Nowa Zelandia     | Toby Hendy                                 | Sam Denby i Toby Hendy     | Pokonanie samochodem całej długości Nowej Zelandii, przy jednoczesnym odblokowywaniu kolejnych dróg za pomocą wyzwań |
| 6     | Capture the Flag             | 7               | 31.05.2023            | 12.07.2023            | Japonia           | Scotty Allen                               | Adam Chase i Ben Doyle     | Gra w „Zdobądź flagę” w całej Japonii, rozpoczynając od Tokio                                                        |
| 7     | Tag EUR It 2                 | 6               | 06.09.2023            | 11.10.2023            | Europa Zachodnia  | —                                          | Ben Doyle                  | Berek na terenie Europy Zachodniej                                                                                   |
| 8     | Arctic Escape                | 6               | 13.12.2023            | 17.01.2024            | Stany Zjednoczone | Michelle Khare                             | Sam Denby i Michelle Khare | Wyścig z Utqiaġvik (Alaska) do Key West (Floryda)                                                                    |
| 9     | Hide + Seek                  | 5               | 28.02.2024            | 27.03.2024            | Szwajcaria        | —                                          | Adam Chase                 | Zabawa w chowanego w całej Szwajcarii                                                                                |
| 10    | Au$tralia                    | 6               | 15.05.2024            | 19.06.2024            | Australia         | Toby Hendy                                 | Sam Denby i Toby Hendy     | „Zdobycie” największej liczby regionów Australii przed upływem czasu                                                 |
| 11    | Tag EUR It 3                 | 6               | 21.08.2024            | 25.09.2024            | Europa Południowa | —                                          | Sam Denby                  | Berek na terenie Europy Południowej                                                                                  |
| 12    | Hide + Seek: Japan           | 7               | 04.12.2024            | 15.01.2025            | Japonia           | —                                          | Ben Doyle                  | Zabawa w chowanego w całej Japonii                                                                                   |
| 13    | Schengen Showdown            | 6               | 05.03.2025            | 09.04.2025            | Strefa Schengen   | Tom Scott                                  | Adam Chase i Ben Doyle     | „Zdobycie” największej liczby krajów w strefie Schengen przed upływem czasu                                          |
| 13.5  | Hide + Seek NYC              | 2               | 23.04.2025            | 30.04.2025            | Nowy Jork         | Amy Muller                                 | Sam Denby i Ben Doyle      | Zabawa w chowanego w Nowym Jorku                                                                                     |
| 14    | Snake                        | 6               | 11.06.2025            | 16.07.2025            | Korea Południowa  | —                                          | Adam Chase                 | Gra „Wąż” w południowokoreańskiej sieci kolejowej                                                                    |
| 15    | Tag EUR It All Stars         | TBA             | 17.09.2025            | TBA                   | Europa Zachodnia  | Toby Hendy, Michelle Khare i Brian McManus | TBA                        | Berek na terenie Europy Zachodniej                                                                                   |

## Dodatki, podcasty i gry planszowe
Zespół Jet Lag tworzy dodatkowe materiały związane z serią, dostępne wyłącznie dla subskrybentów platformy Nebula. Po trzecim i czwartym sezonie ukazały się dwa materiały towarzyszące zatytułowane The Layover, które z czasem przekształcono w podcast audio publikowany równolegle z piątym sezonem. Ich głównym celem jest omówienie aspektów projektowania gry i kulis produkcji. Od ósmego sezonu na platformie Nebula publikowane są także kompilacje tzw. outtakes.
Po emisji sezonu dwunastego firma przygotowała zestaw umożliwiających widzom samodzielną grę. Gra Jet Lag: The Game's Hide and Seek, zawierająca talię kart, kości, zasady i notatnik, trafiła do sprzedaży w listopadzie 2024 roku. Wersja dostosowana do systemu metrycznego pojawiła się w kwietniu 2025. Zasady gry w dużym stopniu odwzorowują mechanikę zastosowaną w dwunastym sezonie programu, przy czym uwzględniono modyfikacje umożliwiające zabawę na różnych obszarach geograficznych – od miejskich po międzynarodowe.